# Jewgienij Kuzniecow (hokeista)
Jewgienij Jewgienjewicz Kuzniecow, ros. Евгений Евгеньевич Кузнецов (ur. 19 maja 1992 w Czelabińsku) – rosyjski hokeista, reprezentant Rosji.

## Kariera
- Traktor 2 Czelabińsk (2007-2009)
- Traktor Czelabińsk do lat 17 (2008-2009)
- Biełyje Miedwiedi Czelabińsk (2009-2011)
- Traktor Czelabińsk (2009-2014)
- Washington Capitals (2014-2024)
- Carolina Hurricanes (2024)
- SKA Sankt Petersburg (2024-)

Wychowanek i do końca sezonu KHL (2013/2014) zawodnik Traktora Czelabińsk. Od marca 2014 zawodnik występującej w NHL drużyny Washington Capitals. W lipcu 2017 przedłużył kontrakt z klubem o osiem lat. Od marca do lipca 2024 zawodnik Carolina Hurricanes. Latem 2024 został zawodnikiem SKA Sankt Petersburg, wiążąc się czteroletnim kontraktem. Został mianowany kapitanem drużyny.
Uczestniczył w turniejach mistrzostw świata 2012, 2013, 2014, 2016, 2017, 2019, Pucharu Świata 2016.
23 sierpnia 2019 ogłoszono, że Kuzniecow został zawieszony na okres czterech lat przez IIHF związku ze sprawą dotyczącej niedozwolonej substancji kokainy.

## Sukcesy
Reprezentacyjne
- Srebrny medal mistrzostw świata juniorów do lat 18: 2008, 2009
- Złoty medal mistrzostw świata juniorów do lat 20: 2011
- Srebrny medal mistrzostw świata juniorów do lat 20: 2012
- Złoty medal mistrzostw świata: 2012, 2014
- Brązowy medal mistrzostw świata: 2016, 2017

Klubowe
- Puchar Kontynentu: 2012 z Traktorem Czelabińsk
- Brązowy medal mistrzostw Rosji: 2012 z Traktorem Czelabińsk
- Srebrny medal mistrzostw Rosji: 2013 z Traktorem Czelabińsk
- Puchar Stanleya: 2018 z Washington Capitals

Indywidualne
- Mistrzostwa świata do lat 18 w hokeju na lodzie mężczyzn 2008:
  - Skład gwiazd turnieju
- Mistrzostwa Świata Juniorów w Hokeju na Lodzie 2009
  - Skład gwiazd turnieju
- Mistrzostwa świata do lat 18 w hokeju na lodzie mężczyzn 2010/Elita:
  - Pierwsze miejsce w klasyfikacji strzelców turnieju: 10 goli[9]
  - Piąte miejsce w klasyfikacji kanadyjskiej turnieju: 12 punktów[10]
  - Skład gwiazd turnieju[11]
- Mistrzostwa Świata Juniorów w Hokeju na Lodzie 2011/Elita:
  - Drugie miejsce w klasyfikacji kanadyjskiej turnieju: 11 punktów[12]
  - Czwarte miejsce w klasyfikacji asystentów turnieju: 7 asyst[13]
  - Jeden z trzech najlepszych zawodników reprezentacji[14]
  - Skład gwiazd turnieju[15]
- KHL (2011/2012):
  - Mecz Gwiazd KHL
  - Najlepszy napastnik miesiąca: styczeń 2011
  - Pierwsze miejsce w klasyfikacji strzelców zwycięskich goli w rundzie zasadniczej: 9 goli
  - Rekord w liczbie punktów w klasyfikacji kanadyjskiej w sezonie zasadniczym KHL wśród zawodników poniżej 20 roku życia: 41 (wynik w 2017 poprawiony przez Kiriłła Kaprizowa)[16]
- Mistrzostwa Świata Juniorów w Hokeju na Lodzie 2012
  - Pierwsze miejsce w klasyfikacji kanadyjskiej turnieju: 13 punktów (6 goli i 7 asyst)
  - Najbardziej Wartościowy Gracz turnieju
  - Jeden z trzech najlepszych zawodników drużyny
  - Najlepszy napastnik turnieju
  - Skład gwiazd turnieju
- Oddset Hockey Games 2012
  - Skład gwiazd turnieju
- KHL (2012/2013):
  - Mecz Gwiazd KHL[17]
- Oddset Hockey Games 2013:
  - Skład gwiazd turnieju
- KHL (2013/2014):
  - Mecz Gwiazd KHL (wybrany, nie wystąpił z powodu kontuzji)[18]

Wyróżnienie
- Zasłużony Mistrz Sportu Rosji w hokeju na lodzie: 2012

Odznaczenia
- Order Honoru (2014)[19]